# Maximiano Cruz
Maximiano Tuazon Cruz (Catbalogan, 4 april 1923 - 9 oktober 2013) was een Filipijns rooms-katholieke geestelijke en bisschop van Calbayog. 

## Biografie
Maximiano Cruz werd op 5 november 1947 geboren in Catbalogan, de hoofdstad van de Filipijnse provincie Samar. Hij studeerde aan het seminarie van Calbayog en werd op 30 november 1947 tot priester gewijd. Cruz was de parochiepriester van Catbalogan, Zumarraga en Bobon. In 1978 was hij eerste kapelaan in Rome. In 1985 werd Cruz vicaris-generaal en rector van de kathedraal en het seminarie van Calbayog. In 1987 werd hij benoemd tot hulpbisschop van Calbayog en titulair bisschop van Tanudaia. Op 20 december 1994 werd Cruz door paus Johannes Paulus II benoemd tot bisschop van het bisdom Calbayog. Ruim vier jaar later, op 13 januari 1999, ging hij met pensioen.  
Cruz overleed in 2013 op 90-jarige leeftijd.